# Christian Thygesen
Christian Thygesen (født i 1968) er en dansk erhvervsmand, der er direktør i Dansk Erhvervsvurdering (siden 2010). Fra 1. januar 2014 til 2017 var han borgmester i Faaborg-Midtfyn Kommune, valgt for Venstre, hvor han afløste Hans Jørgensen. Han blev valgt med 3.379 stemmer ved kommunalvalget i 2013. Han er uddannet cand. merc. ved Handelshøjskolen i Aarhus (1993) og er matematisk student fra Ikast Amtsgymnasium (1987).